# JulieAnne White
JulieAnne White (Birmingham, 10 de abril de 1962) es una deportista canadiense que compitió en triatlón. Ganó una medalla de plata en el Campeonato Mundial de Ironman de 1992.

## Palmarés internacional
| Campeonato Mundial | Campeonato Mundial     | Campeonato Mundial | Campeonato Mundial |
| Año                | Lugar                  | Medalla            | Prueba             |
| ------------------ | ---------------------- | ------------------ | ------------------ |
| 1992               | Hawái (Estados Unidos) | Medalla de plata   | Individual         |